# Cylindromyia hemimelaena
Cylindromyia hemimelaena là một loài ruồi trong họ Tachinidae.